# Vinie Graffiti
 (janvier 2023).
Vinie Graffiti, de son vrai nom Virginie Masson, née en 1984 à Toulouse, est une artiste peintre, graffeuse et directrice artistique française.

## Biographie
Vinie Graffiti a commencé en peignant des graffitis et des lettrages à la bombe de peinture à Toulouse. Après trois ans d'études d'arts appliqués à Nantes, elle s'installe à Paris en 2007. C'est à partir de cette date qu'apparaît le personnage féminin avec son imposante chevelure,,.
Ses peintures murales utilisent l'environnement, en particulier la végétation, dans lequel elles sont installées,,.

## Expositions, évènements et réalisations publiques
2023
- « 100% paper », exposition collective, Galerie Joseph Paris dans le 3e arrondissement de Paris (10 janvier - 12 janvier 2023)

2022
- L'atelier de Vinie, exposition solo, Centre Arc en Ciel de Liévin en partenariat avec l'association Run Da Art dans le cadre de la politique de la Ville, Liévin (10 juin - 25 juin 2022)[8]
- Fresque collaborative avec les enfants de Romainville, dans le cadre de « La place de la Femme dans l'espace public », Romainville (mai 2022)[9]
- Dancing Queen, avec Street Art for Mankind, façade du Radisson Hotel, Radisson Plaza, New Rochelle (États-Unis) (2022)

2021
- Fresque à l'angle de la Grand'Rue et de la rue de l'Arsenal à Mulhouse (octobre 2021)[10],[11]
- Diversité, avec Street Art for Mankind[12], fresque pour la ville de Chatou sur le thème de la diversité, Chatou (juin 2021)[13]
- Fresque pour l'agence des Nations-Unies « Un Women », New York (mars 2021)[14],[15]
- Fresque La Liberté de rêver sur un mur de la cour de récréation de l’école Léon-Maurice Nordmann dans le 13e arrondissement de Paris (janvier 2021)[16]

2020
- Festival international itinérant, IPAF Martinique, Quartier des Terres Sainville, Fort de France (26 novembre - 6 décembre 2020)[17]
- Fresques à la Faculté de Lille avec Akhine à l'invitation du collectif Renart, Lille (octobre 2020)[18],[19]
- Poupée Bleue, fresque en collaboration avec l'artiste Réaone, rue des Grands-Moulins dans le 13e arrondissement de Paris (septembre 2020)[20]

2019
- Fresque à Cebu City (Philippines) (décembre 2019)
- Fresque dans le cadre du Festival de Graffiti Ono’u 2019, quartier de La Mission à Papeete (novembre 2019)[21]
- Fresque Centre Commercial à Lescure-d'Albigeois (septembre 2019)[22]
- Fresque pour l'édition 2019 du festival « Ourcq Living Colors » organisé par Da Cruz dans le 19e arrondissement de Paris (8 juin - 9 juin 2019)[23]
- Festival Murs Murs, Decazeville (mai et juin 2019)[24],[25]
- Festival Peinture Fraiche à Lyon, halle Debourg (3 mai - 12 mai 2019)[26]

2018
- Fresques pour « Underground Effect », sur le parvis de La Défense (20 septembre - 23 septembre 2018)[27],[28]
- Vahine fleurie, fresque dans le cadre du Festival de Graffiti Ono’u 2018, mur de la vice-présidence du Gouvernement à Papeete (juin 2018)[29]

2017
- Mister Freeze, exposition & exhibition collective au 50CINQ, Toulouse (30 septembre - 8 octobre 2017)[30]
- Fresque pour Loures Arte Pública dans le cadre de la rénovation de la cité « Quinta Do Mocho » de Lisbonne (mai 2017)[31]
- Killart #3, Street art festival Barranquilla (Colombie) (mars 2017)[32]

2016
- Festival Capfest, Armenia & La Virginia (Colombie) (octobre 2016)
- Wall on Fire, Cité de la Mode (8 septembre 2016 - 30 septembre 2017)[33],[34]
- La Fille aux Cheveux de Vigne, fresque, festival « Street Art on the Roc », Villars-Fontaine (Août 2016)

2015
- Fresque pour Rosa Parks fait le mur avec le collectif RStyles, sur le pont Riquet dans le 19e arrondissement de Paris (décembre 2015)[35],[36]
- Exposition collective Post-Graffiti à la galerie Nunc, dans le 5e arrondissement de Paris (10 octobre - 30 octobre 2015)[37]
- Exposition solo au Lavo//Matik dans le 13e arrondissement de Paris (1er septembre - 15 septembre 2015)[38]
- « Street Art Magnac » festival, Eauze (mai 2015)
- Fresque au Mur Oberkampf dans le 11e arrondissement de Paris (11 avril 2015)[39],[40]
- Fresque au nouveau Centre Ken Saro-Wiwa, commandée par Art AZoi, rue de Buzenval dans le 20e arrondissement de Paris (mars 2015)
- Fresque, Ebony Bones, avec Fanakapan à Shoreditch, Londres (Angleterre) (2015)[41]

2014
- Électricité, installation et exposition collective au Trait d'Union à Montreuil (10 octobre - 13 octobre 2014)[42]
- Exposition collective, Lollipop Gallery, Londres (Angleterre) (25 septembre - 10 octobre 2014)
- Brunch et street art, Brunch co-organisé avec Jean-Marc Paumier aka Rue Meurt D’art avec les artistes Lisa Di Scala aka Missy et Virginie Masson aka Vinie, à l'Avant Seine Théâtre de Colombes, Colombes (15 juin 2014)[43]
- Paris sous les bombes, collectif Make is Art, performances Gare de Magenta à partir de photos de Clément Duquenne, dans le 10e arrondissement de Paris (13 juin 2014)[44],[45]
- Des couleurs plein la tête, exposition solo, Galerie Nunc!, dans le 5e arrondissement de Paris (7 juin - 28 juin 2014)[46]
- Festival Rue des Arts, Aulnay sous Bois (16 mai - 17 mai 2014)[47]
- Construction Éphémère, exposition collective, CelloGraff en extérieur, Fontenay (28 mars 2014)[48]
- Exposition collective Femme(s) & Street art à la Galerie Le Pari(s) Urbain dans le 10e arrondissement de Paris (8 mars - 22 mars 2014)[49]
- La Baguenaude de Valmy, fresque sur un mur pignon quai de Valmy dans le 10e arrondissement de Paris (2014)[4]
- Fresque le long de la future Cité des civilisations du vin, dans le cadre du festival Transfert, à Bordeaux (2014)[7]

2013
- Installation et exposition collective au Trait d’Union à Montreuil (11 octobre - 14 octobre 2013) « (regarder en ligne) »
- Exposition collective à la Galerie Nunc pour la sortie du livre Vitry ville street art, dans le 5e arrondissement de Paris (septembre 2013)[50]
- Fresque avec l'artiste Réaone Cité Balzac à Vitry-sur-Seine (2013)[51]

2012
- Exposition solo au « Divan du Monde » pour le festival Arthémise d'Osez le féminisme !, dans le 18e arrondissement de Paris (17 novembre et 18 novembre 2012)[52],[53]
- Fresque dans le cadre de la manifestation « Gare à l’Art » 2012, gare d'Austerlitz dans le 13e arrondissement de Paris (2012)[54]

## Prix et distinctions
En 2021 deux fresques réalisées par Vinie Graffiti font partie des 100 plus belles œuvres de street-art au monde réalisées dans l'année, selon le concours organisé par Street Art Cities, la fresque située l'angle de la Grand'Rue et de la rue de l'Arsenal à Mulhouse et la fresque La liberté de rêver située dans une école du 13e arrondissement de Paris,,,.
En 2022, la fresque pour la ville de Chatou, Diversité, est sélectionnée pour le Golden Street-art 2021, concours à l'initiative du site Trompe-l'Œil.

### Monographies
- Jérôme Deiss (auteur), Vinie Graffiti : Des couleurs plein la tête, Critères éditions, coll. « Opus Délits » (no 46), 2014, 93 p. (ISBN 978-2-37026-005-5, présentation en ligne)

### Vidéos
- (en) [vidéo] 90 Seconds of Art, « Street Art by Vinie Graffiti », sur YouTube, 2022
- [vidéo] Ville de Chatou, « “Diversité” par Vinie Graffiti », sur YouTube, 2021
- [vidéo] France 3 Occitanie, « Le travail de la graffeuse Vinie à découvrir... en gros plans », sur YouTube, 2019
- [vidéo] Octopus conception, « Vinie Graffiti - Street Art on the Roc - édition 2016 », sur YouTube, 2017
- [vidéo] Artcam, « Vinie - Le Grand 8 / Les Murs », sur YouTube, 2016